# Wittichenau
Wittichenau (en sorabe: Kulow) est une petite ville de Saxe (Allemagne), située dans l'arrondissement de Bautzen, dans le district de Dresde. Sa population est en partie d'origine saxonne et de l'autre d'origine sorabe.
La ville est formée de 15 villages ou faubourgs (5715 habitants, population en 2018):
- Brischko/Brěžki, 172 habitants
- Dubring/Dubrjeńk, 105 habitants
- Hoske/Hózk, 158 habitants
- Keula/Kulowc, 211 habitants
- Kotten/Koćina, 195 habitants
- Maukendorf/Mučow, 486 habitants
- Neudorf Klösterlich/Nowa Wjes, 81 habitants
- Rachlau/Rachlow, 212 habitants
- Saalau/Salow, 196 habitants
- Sollschwitz/Sulšecy, 287 habitants
- Spohla/Spale, 455 habitants
- Wittichenau/Kulow, 3 534 habitants

## Histoire
Cette ville est demeurée catholique, lorsque la région est passée au protestantisme au XVIe siècle. La procession équestre de Pâques est un événement annuel religieux et identitaire fort suivi.

## Jumelages
La ville de Wittichenau est jumelée avec :
- Bad Honnef (Allemagne)
- Tanvald (Tchéquie)
- Lubomierz (Pologne)